# Boophis ankaratra
Boophis ankaratra es una especie de anfibios de la familia Mantellidae.
Es endémica de Madagascar.
Su hábitat natural incluye montanos tropicales o subtropicales secos, ríos, tierras de pastos, jardines rurales y zonas previamente boscosas ahora muy degradadas.
Está amenazada de extinción por la pérdida de su hábitat natural.